# Oscar Valdés
Oscar Eduardo Valdés Dancuart  (* Lima, 5 de abril de 1949) é um ex-militar e político peruano, ex-Presidente do Conselho de Ministros, nomeado por Ollanta Humala em 2011. No período 2011, Valdés assumiu o Ministério do Interior.

## Biografia
Nascido em Lima em 5 de abril de 1949. 